# Pleasant Groves
|  | No s'ha de confondre amb Pleasant Grove. |

 Pleasant Groves és una població dels Estats Units a l'estat d'Alabama. Segons el cens del 2000 tenia 447 habitants.

## Demografia
Segons el cens del 2000, Pleasant Groves tenia 447 habitants, 166 habitatges, i 138 famílies. La densitat de població era de 45,8 habitants/km².
Dels 166 habitatges en un 42,2% hi vivien nens de menys de 18 anys, en un 70,5% hi vivien parelles casades, en un 10,2% dones solteres, i en un 16,3% no eren unitats familiars. En el 15,1% dels habitatges hi vivien persones soles el 6% de les quals corresponia a persones de 65 anys o més que vivien soles. El nombre mitjà de persones vivint en cada habitatge era de 2,69 i el nombre mitjà de persones que vivien en cada família era de 3.
Per edats la població es repartia de la següent manera: un 27,1% tenia menys de 18 anys, un 10,7% entre 18 i 24, un 28,2% entre 25 i 44, un 24,8% de 45 a 60 i un 9,2% 65 anys o més.
L'edat mediana era de 33 anys. Per cada 100 dones hi havia 95,2 homes. Per cada 100 dones de 18 o més anys hi havia 89,5 homes.
La renda mediana per habitatge era de 33.854 $ i la renda mediana per família de 38.056 $. Els homes tenien una renda mediana de 31.705 $ mentre que les dones 17.222 $. La renda per capita de la població era de 14.251 $. Aproximadament el 5,8% de les famílies estaven per davall del llindar de pobresa.

## Poblacions properes
El següent diagrama mostra les poblacions més properes.